# Alvar Rantalahti
Alvar Rantalahti (né le 29 juillet 1913 et mort le 30 juillet 2007) est un fondeur finlandais.

## Championnats du monde
- Championnats du monde de ski nordique 1938 à Lahti 
  -  Médaille d'argent sur 50 km.